# دار شيبان (الملاح)

تعديل مصدري - تعديل

دار شيبان هي إحدى قرى عزلة الملاح بمديرية الملاح التابعة لمحافظة لحج، بلغ تعداد سكانها 512 نسمة حسب تعداد اليمن لعام 2004.